# Bassin du Kalahari
- Bassin du Kalahari
- Désert du Kalahari

Le bassin du Kalahari est une grande plaine endoréique couvrant plus de 2,5 millions de km². Il couvre plusieurs pays de l'Afrique australe, notamment la majeure partie du Botswana, la moitié est de la Namibie, et une petite partie au nord-ouest de l'Afrique du Sud. Le désert du Kalahari occupe le centre du bassin. Le bassin est également connu en tant que dépression du Kalahari ou bassin de l'Okavango. 
Le fleuve Okavango est le principal cours d'eau du bassin. Il est formé par la confluence des rivières Cubango et Cuito, qui prennent naissance sur le plateau de Bié, au centre de l'Angola, et s'écoulent vers le sud-est. L'Okavango continue à travers la bande de Caprivi en Namibie jusqu'au Botswana, où il se divise en un certain nombre de distributeurs pour former le delta de l'Okavango, un grand delta intérieur qui devient une prairie inondée de façon saisonnière. Après le delta de l'Okavango, les eaux du bassin entrent dans une zone de forte évaporation à l'intérieur du désert du Kalahari. 
Malgré son aridité, le bassin du Kalahari abrite une faune et une flore variées sur des sols connus comme sables du Kalahari. La flore indigène comprend des acacias, du bois de rose africain et un grand nombre d'herbes et de graminées. Certaines régions du bassin sont des zones humides saisonnières, comme le pan de Makgadikgadi au Botswana. Ici habitent des nombreuses espèces halophiles. Pendant la saison des pluies, des milliers de flamants roses visitent les pans.